# Classe Sirena
La classe Sirena est une sous-classe de sous-marin de la Serie 600 construits pour la Regia Marina durant l'entre-deux-guerres.

## Conception et description
La marine italienne décida de commander la construction de la série Sirena alors que la série Argonauta était encore en cours de construction. Le projet initial n’a été que légèrement retouché, quelques améliorations sont apportées et la forme de la coque dans la partie avant est modifiée avec l'adoption de la proue a squalo (requin), caractéristique de tous les sous-marins du Genio Navale Bernardis.
Des études menées par le principal ingénieur de la marine, Pericle Ferretti, ont abouti à la fabrication, dans les années trente, de l'appareil « ML », précurseur du tube d'air. Ces installations, qui auraient apporté d’importantes améliorations en matière de sécurité, d’autonomie, de rapidité et de capacité d’attaque, ont été fabriquées dans le CRDA de Monfalcone en 1934-1935 et commencé à être équipés sur les type Sirena ; cependant, lorsque l'amiral Antonio Legnani devint commandant des sous-marins de la Regia Marina en 1937, il fit enlever et démolir les « ML » car il les considéraient comme superflues.
La classe Sirena était une version améliorée et élargie des précédents sous-marins de la classe Argonauta. Ils déplaçaient 691 tonnes en surface et 850 tonnes en immersion. Les sous-marins mesuraient 61,5 mètres de long, avaient une largeur de 5,7 mètres et un tirant d'eau de 4,7 mètres. Leur équipage comptait 45 officiers et hommes d'équipage.
Pour la navigation de surface, les sous-marins étaient propulsés par deux moteurs diesel Tosi de 675 chevaux (503 kW), chacun entraînant un arbre d'hélice. En immersion, chaque hélice était entraînée par un moteur électrique Marelli de 400 chevaux-vapeur (298 kW). Ces moteurs électriques étaient alimentés par une batterie d'accumulateurs au plomb composée de 104 éléments. Ils pouvaient atteindre 14 noeuds (26 km/h) en surface et 7,5 noeuds (13,9 km/h) sous l'eau. En surface, la classe Sirena avait une autonomie de 5 000 milles nautiques (9 300 km) à 8 noeuds (15 km/h). En immersion, elle avait une autonomie de 72 milles nautiques (133 km) à 4 noeuds (7,4 km/h).
Les sous-marins étaient armés de six tubes lance-torpilles de 53,3 centimètres (21 pouces), quatre à l'avant et deux à l'arrière, pour lesquels ils transportaient un total de 12 torpilles. Ils étaient également armés d'un seul canon de pont de 100 mm (3,9 in) (copie du Canon de 10 cm K10 Škoda) à l'avant de la tour de contrôle (kiosque) pour le combat en surface. L'armement anti-aérien consistait en deux ou quatre mitrailleuses Breda Model 1931 de 13,2 mm.

## Navires de la classe
| Navire    | Constructeur     | Lancement       | Date de fin de carrière             | Fait                               |
| --------- | ---------------- | --------------- | ----------------------------------- | ---------------------------------- |
| Ametista  | OTO, La Spezia   | 24 avril 1933   | 12 septembre 1943                   | Sabordé à l’armistice              |
| Anfitrite | CRDA, Monfalcone | 3 août 1933     | 6 mars 1941                         | Sabordé au combat                  |
| Diamante  | Tosi, Tarente    | 21 mai 1933     | 20 juin 1940                        | Coulé par le HMS Parthian          |
| Galatea   | CRDA, Monfalcone | 5 octobre 1933  | 1er février 1948                    | Radié                              |
| Naiade    | CRDA, Monfalcone | 27 mars 1933    | 14 décembre 1940                    | Sabordé au combat                  |
| Nereide   | CRDA, Monfalcone | 25 mai 1933     | 13 juillet 1943                     | Coulé par les HMS Echo et HMS Ilex |
| Ondina    | CRDA, Monfalcone | 2 décembre 1933 | 11 juillet 1942                     | Coulé par des navires britanniques |
| Rubino    | 3. Maj, Rijeka   | 29 mars 1933    | 29 juin 1940                        | Coulé par une attaque aérienne     |
| Sirena    | CRDA, Monfalcone | 26 janvier 1933 | 9 septembre 1943                    | Sabordé à l’armistice              |
| Smeraldo  | Tosi, Tarente    | 23 juillet 1933 | Entre le 16 et le 26 septembre 1941 | Porté disparu                      |
| Topazio   | 3. Maj, Rijeka   | 15 mai 1933     | 12 septembre 1943                   | Coulé par une attaque aérienne     |
| Zaffiro   | OTO, La Spezia   | 28 juin 1933    | 9 juin 1942                         | Coulé par une attaque aérienne     |

## Historique
Pendant la guerre d'Espagne, les bateaux de cette série ont effectué un total de 18 missions. De 1940 à 1943, ils ont mené d'intenses activités en Méditerranée, tant à partir des bases italiennes qu'à partir des îles de la mer Égée, et ils ont tous été perdus (à l'exception du Galatea) à cause de l'action ennemie ou de diverses causes au moment de l'Armistice.